# DB-Baureihe 181
| DB-Baureihe 181          | DB-Baureihe 181 | DB-Baureihe 181 |
| ------------------------ | --- | --- |
| Technische Daten:        | Vorserie E 310 181.0 und 181.1 | Serie 181.2 |
| Nummerierung:            | E 310 001–004 ab 1968: 181 001–002 181 103–104                                                                                                  | 181 201–225 |
| Anzahl:                  | 4 | 25 |
| Hersteller:              | Mechanischer Teil: Krupp Elektrischer Teil: AEG                                                                                                 | Mechanischer Teil: Krupp Elektrischer Teil: AEG                                                                                                 |
| Baujahre:                | 1966 | 1974–1975 |
| Ausmusterung:            | bis 2003 | bis 2018 |
| Achsformel:              | Bo’Bo’ | Bo’Bo’ |
| Dienstmasse:             | 84,0 t | 84,0 t |
| Länge über Puffer:       | 16.950 mm | 17.940 mm |
| Höhe:                    | | 3612 mm |
| Höchst- geschwindigkeit: | 150 km/h | 160 km/h |
| Stromsystem:             | 15 kV 16 2/3 Hz~ 25 kV 50 Hz~ | 15 kV 16 2/3 Hz~ 25 kV 50 Hz~ |
| Anzahl Fahrmotoren:      | 4 | 4 |
| Fahrstufenschalter:      | Stufenlose Zugkraftsteuerung über Thyristor-Stromrichter mit Phasenanschnittsteuerung sowie 5-stufiges Nocken-Feinschaltwerk für Feldschwächung | Stufenlose Zugkraftsteuerung über Thyristor-Stromrichter mit Phasenanschnittsteuerung sowie 5-stufiges Nocken-Feinschaltwerk für Feldschwächung |
| Antrieb:                 | Gummiringkardanantrieb | Gummiringkardanantrieb |
| Dauerleistung:           | 3.240 kW | 3.300 kW |
| Anfahrzugkraft:          | 275 kN | 277 kN |

Die DB-Baureihe 181 umfasst Zweisystemlokomotiven, die von der Deutschen Bundesbahn ab 1966 speziell für den grenzüberschreitenden Verkehr nach Frankreich und Luxemburg beschafft wurden. Die Vorserie wurde bei Indienststellung noch als Baureihe E 310 bezeichnet. Nach 1968 wurden diese vier Prototypen im Baureihenschema der DB wegen technischer Unterschiede als Baureihe 181.0 und 181.1 eingereiht, bevor 25 Serienlokomotiven ab 1974 als Baureihe 181.2 in Dienst gestellt wurden.

## Geschichte
Bereits ab 1960 hatte die Deutsche Bundesbahn mit Zweisystem-Lokomotiven der Baureihe E 320 (ab 1968: Baureihe 182) Erfahrungen gesammelt, die Maschinen vermochten aber nicht zu überzeugen und entsprachen mit ihrer Höchstgeschwindigkeit auch nicht mehr den Anforderungen. Zunächst wurde deshalb die Viersystemlokomotive der Baureihe E 410 (ab 1968: Baureihe 184) entwickelt. Daraus wurde als Zweisystemlokomotive für das deutsche (15 kV 16,7 Hz) und das französische (25 kV 50 Hz) Wechselstromsystem die Baureihe E 310 (ab 1968: 181) abgeleitet.

### Vorserie

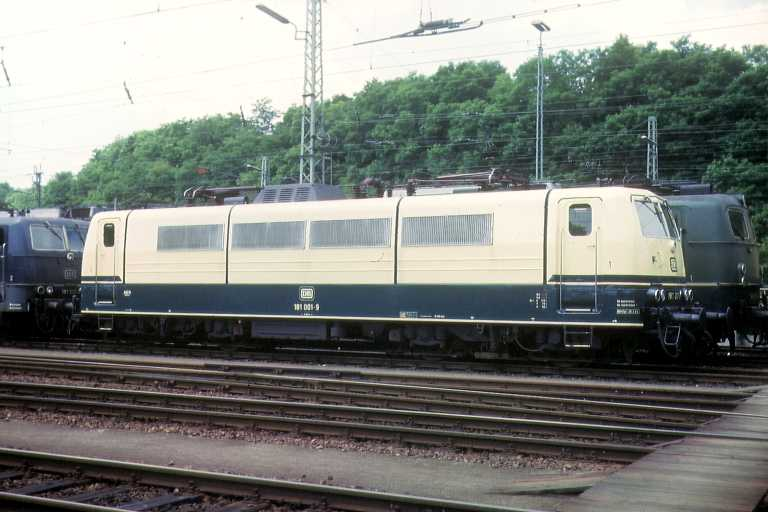
Vorserienlok 181 001 frisch umlackiert in ozeanblau-elfenbein in Saarbrücken (Juli 1983)

Nach umfangreichen Test- und Versuchsfahrten wurden die vier Zweisystemlokomotiven 1966 in den Planbetrieb aufgenommen. Vorrangig wurden diese Lokomotiven im Personenverkehr vor Schnellzügen zwischen dem französischen Metz, Saarbrücken, Kaiserslautern, Mannheim, Heidelberg bzw. Darmstadt und Frankfurt am Main eingesetzt. Im Güterverkehr kamen die Lokomotiven überwiegend zwischen Saarbrücken Rbf und Forbach/Grenze sowie Trier und Perl/Apach zum Einsatz, nach 1979 mit den Schwesterlokomotiven der Baureihe 184. Zu den Paradeeinsätzen gehörte von 1970 bis 1975 der TEE 50/51 Goethe zwischen Metz und Frankfurt/Main vor ehemaligen Inox-Wagen des TEE Mistral.
Die Vorserienlokomotiven unterschieden sich hauptsächlich durch ihre elektrische Bremse: Die E 310 001 und 002 hatten eine Widerstandsbremse, sie bauten somit die Bewegungsenergie des angehängten Zuges mit Bremswiderständen ab. Die beiden anderen Maschinen speisten den beim Bremsen erzeugten Strom ins Fahrleitungsnetz zurück. Ab 1968 wurden die Lokomotiven mit Bremswiderständen zur Unterbaureihe 181.0, die mit der Nutzbremse zur 181.1.
Heute existiert von diesen Maschinen nur noch 181 001. Sie ist als Museumslokomotive der Deutschen Bahn im DB Museum Koblenz stationiert. Die 181 002 erlitt 1987 einen Unfall und wurde ausgemustert, die 181 103 wurde bereits 1984 z-gestellt, die 181 104 im Jahr 1993.

### Serie

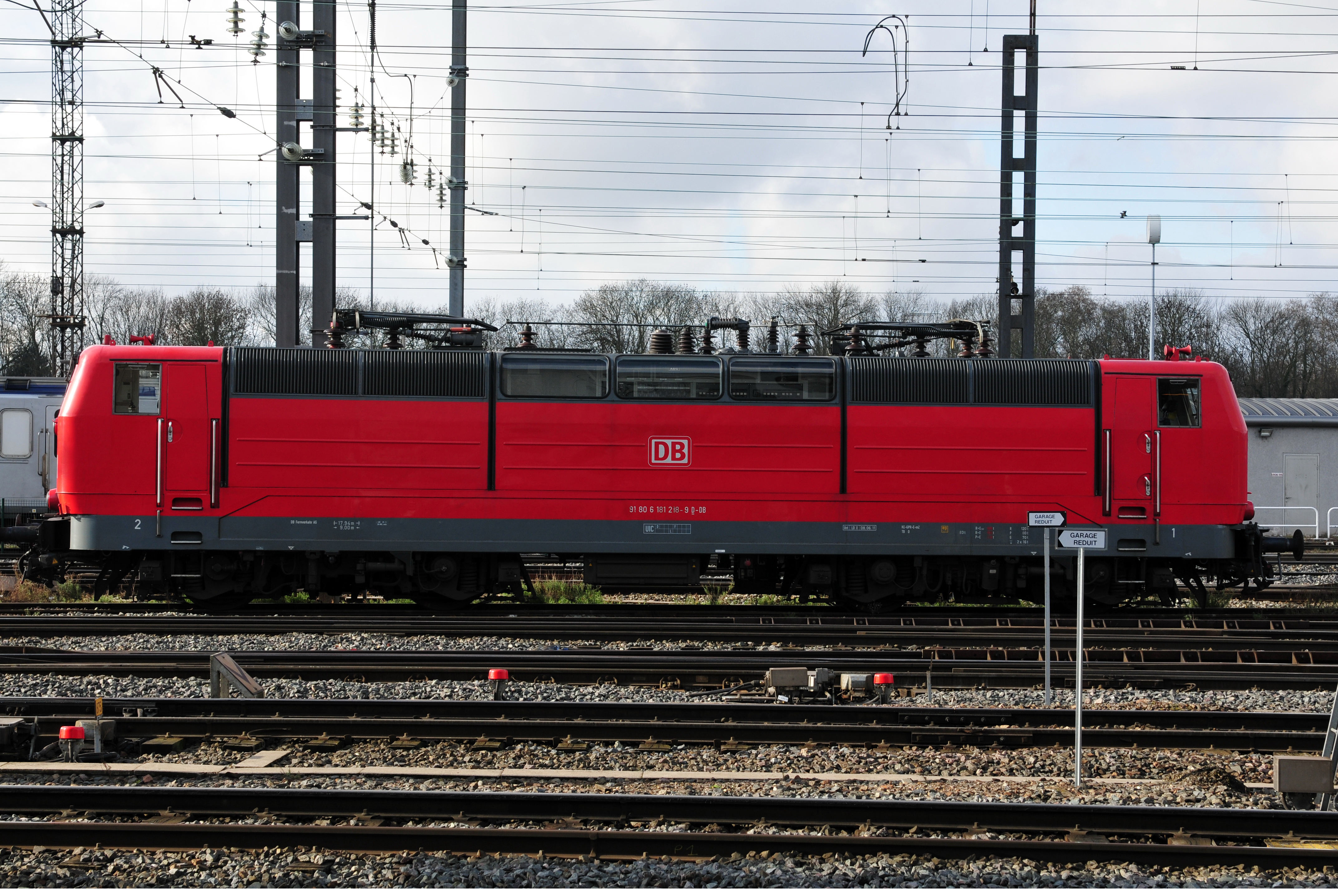
Serienmaschine 181 218 im verkehrsroten Design in Straßburg (2014)

Der grenzüberschreitende Bahnverkehr erlebte in den folgenden Jahren einen regelrechten Boom, außerdem wurden weitere Strecken zwischen Frankreich, Luxemburg und Deutschland elektrifiziert. So ergab sich ein erhöhter Bedarf an Mehrsystemlokomotiven. Daher bestellte die Bundesbahn 1972 fünfundzwanzig weitere Maschinen der Baureihe 181, die aber technisch nochmals verbessert wurden. Diese Änderungen, die vor allem das Laufwerk und die Steuerelektronik betrafen, waren so umfangreich, dass die Lokomotiven als Baureihe 181.2 bezeichnet wurden.
Sie wurden von 1974 bis 1975 geliefert. Der markanteste äußere Unterschied an den drei abnehmbaren Maschinenraumhauben besteht darin, dass die Lüftergitter zur Dachkante hochgezogen wurden. Durch die höheren Lüfter wurde es möglich, die Luft nicht mehr durch den Maschinenraum, sondern direkt zu den Fahrmotoren zu leiten. Die Fahrmotoren waren indes vom gleichen Grundtyp mit gleicher Dauerleistung. Die Höchstgeschwindigkeit wurde mit einer höheren zulässigen Drehzahl der Elektromotoren von 150 km/h auf 160 km/h gesteigert.

## Einsätze

### Bundesbahnzeit und Folgejahre

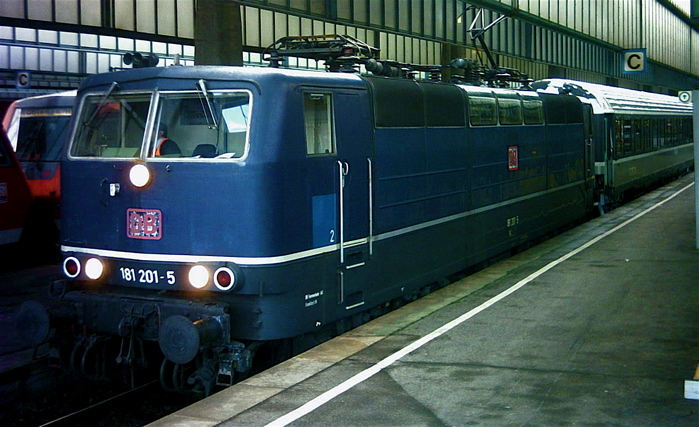
181 201 vor dem Nachtzug EN 262 „Orient-Express“ aus Paris in Stuttgart Hbf (2005)

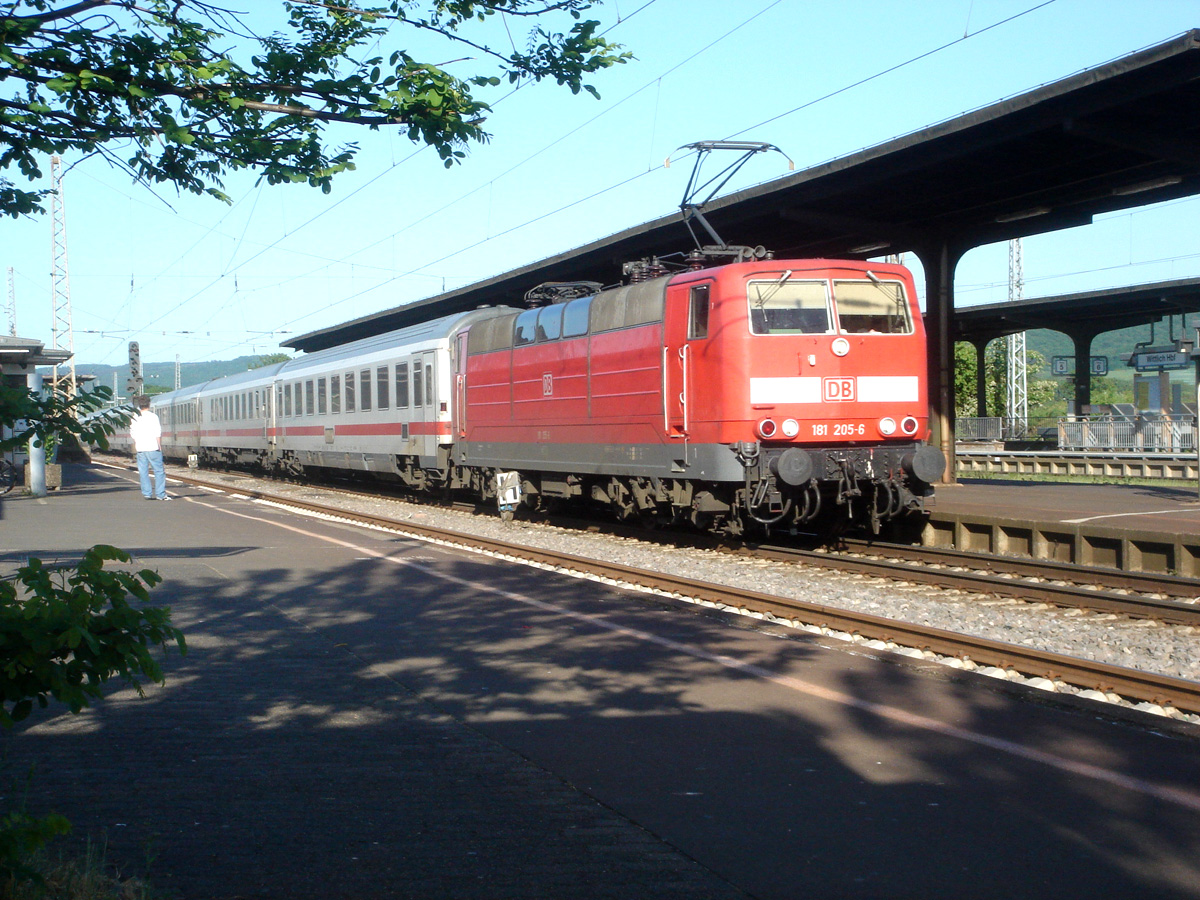
181 205 als Zugmaschine für den grenzüberschreitenden IC 432 nach Luxemburg passiert den Bahnhof Wittlich

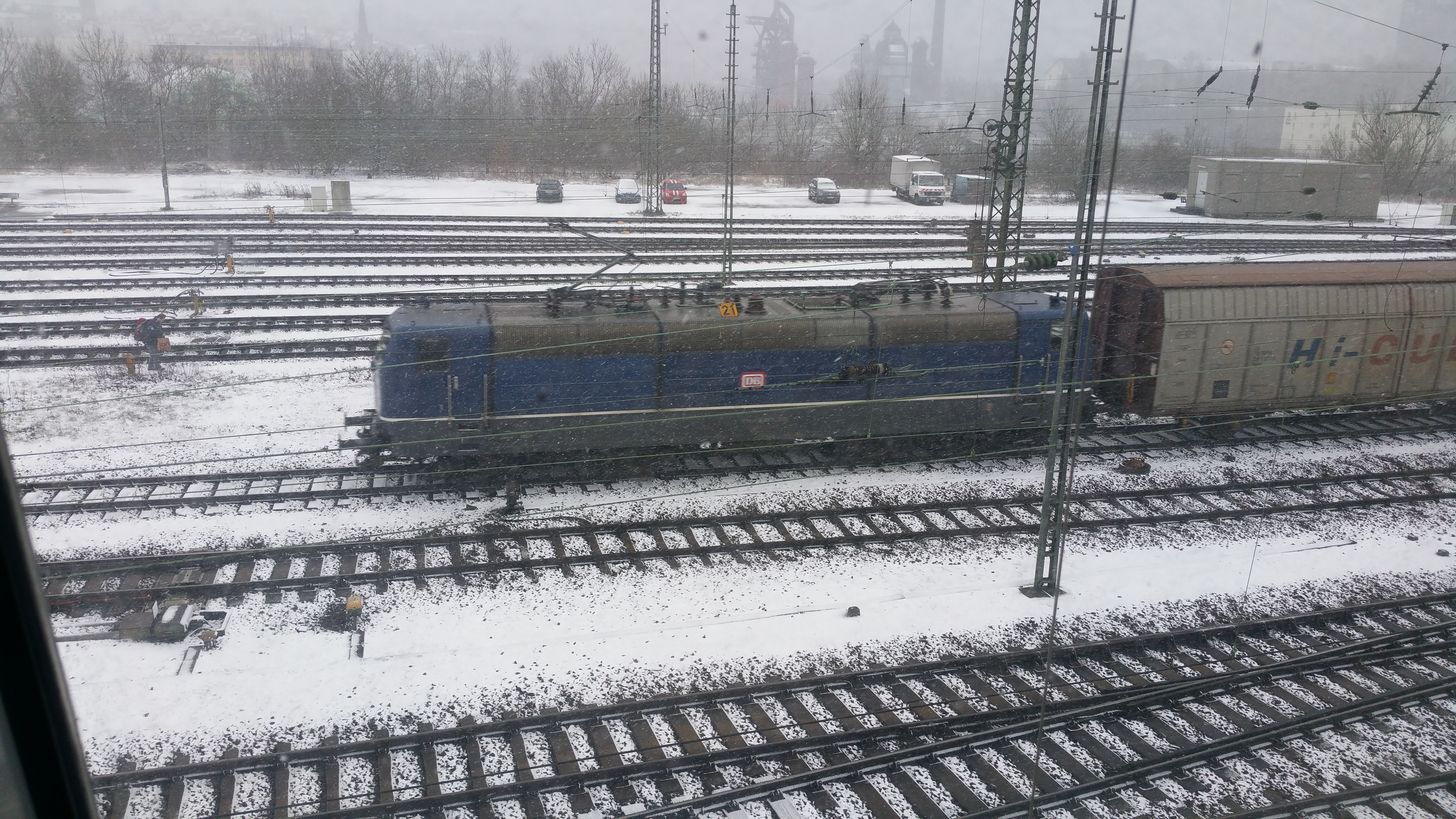
181 201 vor einem Güterzug in Neunkirchen (Saar) Hbf

Wie die Vorserienlokomotiven wurden auch diese Maschinen im Schnellzugverkehr Metz–Saarbrücken–Kaiserslautern–Mannheim–Heidelberg/Darmstadt–Frankfurt eingesetzt, häufig auch mit Corail-Wagen der SNCF. Ebenso gehörten die Schnell- und Eilzüge auf den Strecken Saarbrücken–Trier–Koblenz (Saarstrecke, Moselstrecke) zu den Einsätzen im Personenverkehr. Der Güterzugeinsatz beschränkte sich auf die Relationen Saarbrücken–Forbach/Grenze, Trier–Perl/Apach und Wasserbillig–Luxemburg, wohin die Lok auch mit Reisezügen kam.
Später erfolgte ihr Einsatz auch zwischen Straßburg–Kehl–Karlsruhe und Stuttgart. Dabei wurden die Lokomotiven bei Rückfuhrleistungen vor innerfranzösischen Reisezügen auf der Strecke Straßburg–Metz eingesetzt. Erst ab 1990 erhielten die neuen Interregio-Zügen Saarbrücken–Mannheim–Stuttgart die 181er, wo sie aber wegen der Neubaustrecke Mannheim–Stuttgart nur ein Jahr später von den neuen Lokomotiven der Baureihe 120 abgelöst wurden.
Die Lokomotiven liefen auch im EuroCity-Verkehr. Endbahnhöfe waren Frankfurt (Main) Hauptbahnhof, Stuttgart Hauptbahnhof, Leipzig Hauptbahnhof, Luxemburg, Metz und Straßburg. Luxemburg wurde aber noch mit Intercity-Zügen erreicht, die ab 2014 ganz entfielen. Ferner waren sie im grenzüberschreitenden Güterverkehr im Einsatz. Um die Lokomotiven besser auszulasten, wurden sie darüber hinaus innerhalb Deutschlands z. B. nach Koblenz, Heidelberg und früher auch Basel eingesetzt.
Betriebswerk für die 181er war lange Zeit das Bw Saarbrücken. Seit dem Jahr 2004 war es das Bw Frankfurt/M. 2010 waren nicht mehr alle Lokomotiven im Einsatz, drei Lokomotiven der Serienausführung (181 202, 181 216 und 181 217) waren bereits verschrottet. Jedoch wurden bis 2012 noch neue Hauptuntersuchungen an Lokomotiven der Baureihe 181 durchgeführt.
Wegen ihres Einsatzgebietes wurden vier Lokomotiven auf Namen der befahrenen Regionen getauft: 181 211 „Lorraine“, 181 212 „Luxembourg“, 181 213 „Saar“ und 181 214 „Mosel“.
Nach der Aufnahme des Intercity-Express-Verkehrs zwischen Frankfurt und Paris und des TGV-Verkehrs zwischen München/Stuttgart und Paris schrumpften die Einsatzgebiete der Baureihe 181 ständig. Seit Dezember 2007 waren sie noch vor Zügen der IC-Linie Norddeich–Luxemburg zwischen Koblenz und Luxemburg sowie teilweise auf der IC-Linie zwischen Frankfurt (Main) und Saarbrücken anzutreffen. Das Zugpaar IC 360/361 startete bzw. endete seit dem Fahrplanwechsel im Dezember 2013 nicht mehr in Straßburg, sondern in Basel Bad Bf, sodass für diese Leistungen planmäßig keine 181 mehr eingesetzt wurden. Mit der Einstellung des IC-Verkehrs zwischen Koblenz und Luxemburg zum Fahrplanwechsel im Dezember 2014 gingen die Einsätze der Baureihe 181 rapide zurück.
Am Abend des 12. Dezember 2009 brachte die 181 218 den letzten fahrplanmäßigen Orient-Express, den EuroNight 469, um 20:37 Uhr vom Abfahrtsbahnhof Straßburg nach Karlsruhe, wo sie von einer Lokomotive der Österreichischen Bundesbahnen abgelöst wurde. Damit endete eine der berühmtesten Bahnverbindungen nach mehr als 120 Jahren.
Seit dem Fahrplanwechsel im Dezember 2011 bespannten die Lokomotiven der Baureihe 181 verstärkt die Intercitys auf der Gäubahn zwischen Stuttgart und Singen, gemeinsam mit Lokomotiven der Baureihen 101, 115 und 120.
Seit Dezember 2014 fuhren nur noch vier Lokomotiven der Baureihe planmäßig. Haupteinsatzgebiet waren dabei die Intercitys zwischen Frankfurt und Saarbrücken. Aus diesem Grund wurden in der folgenden Zeit verstärkt 181er ausgemustert. Im Fahrplan ab Dezember 2015 entfielen die Intercitys nach Saarbrücken. Außer dem Euronight 452/453 Paris–Moskau auf dem Abschnitt Straßburg–Karlsruhe wurden keine planmäßigen Fernzüge mehr mit einer 181 bespannt. Zuletzt wurden 181er gelegentlich vor Güterzügen zwischen Saarbrücken Rbf, Trier, Neunkirchen und Kaiserslautern-Einsiedlerhof eingesetzt.
Nachdem 2017 nochmals eine größere Serie an abgestellten Lokomotiven verschrottet worden war, wurde die Baureihe 181 am 8. Dezember 2018 bei der DB endgültig abgestellt. Die zu dieser Zeit noch verbliebenen Lokomotiven wurden ins Stillstandsmanagement der DB überführt.

### Private Bahnunternehmen
Ende 2019 wurden die drei Maschinen 181 204, 181 213 und 181 215 vom Privatunternehmen Schlünß Eisenbahn Logistik (SEL) erworben und nach und nach von der Baltic Port Services (BPS) in Mukran auf Rügen aufgearbeitet. 2020 folgte mit 181 211 eine vierte Maschine. Zu einem späteren Zeitpunkt folgten noch 181 205 und 181 218. Die Baureihe wird von der SEL vorwiegend im leichten bis mittelschweren Güterverkehr genutzt (Überführung von Lokomotiven und Arbeitsmaschinen, Autozüge und Kombinierter Verkehr). Während nach Frankreich und Luxemburg aktuell keine Auslandseinsätze mehr erfolgen, kommen die Loks seit mehreren Jahren regelmäßig bis in den Grenzbahnhof Padborg in Dänemark.

### Lokomotiven im Museum
Vier weitere Lokomotiven der Baureihe bewahrt die Deutsche Bahn als Museumsstücke. Die Vorserienmaschine 181 001 sowie die Serienlokomotiven 181 201 und 181 205 stehen am Standort Koblenz-Lützel des DB-Museums. 181 206 wurde am 1. Juni 2020 nach Neustadt an der Weinstraße überführt, wo sie künftig als Exponat der Deutschen Gesellschaft für Eisenbahngeschichte im dortigen Bahnmuseum dienen soll.

## Technik

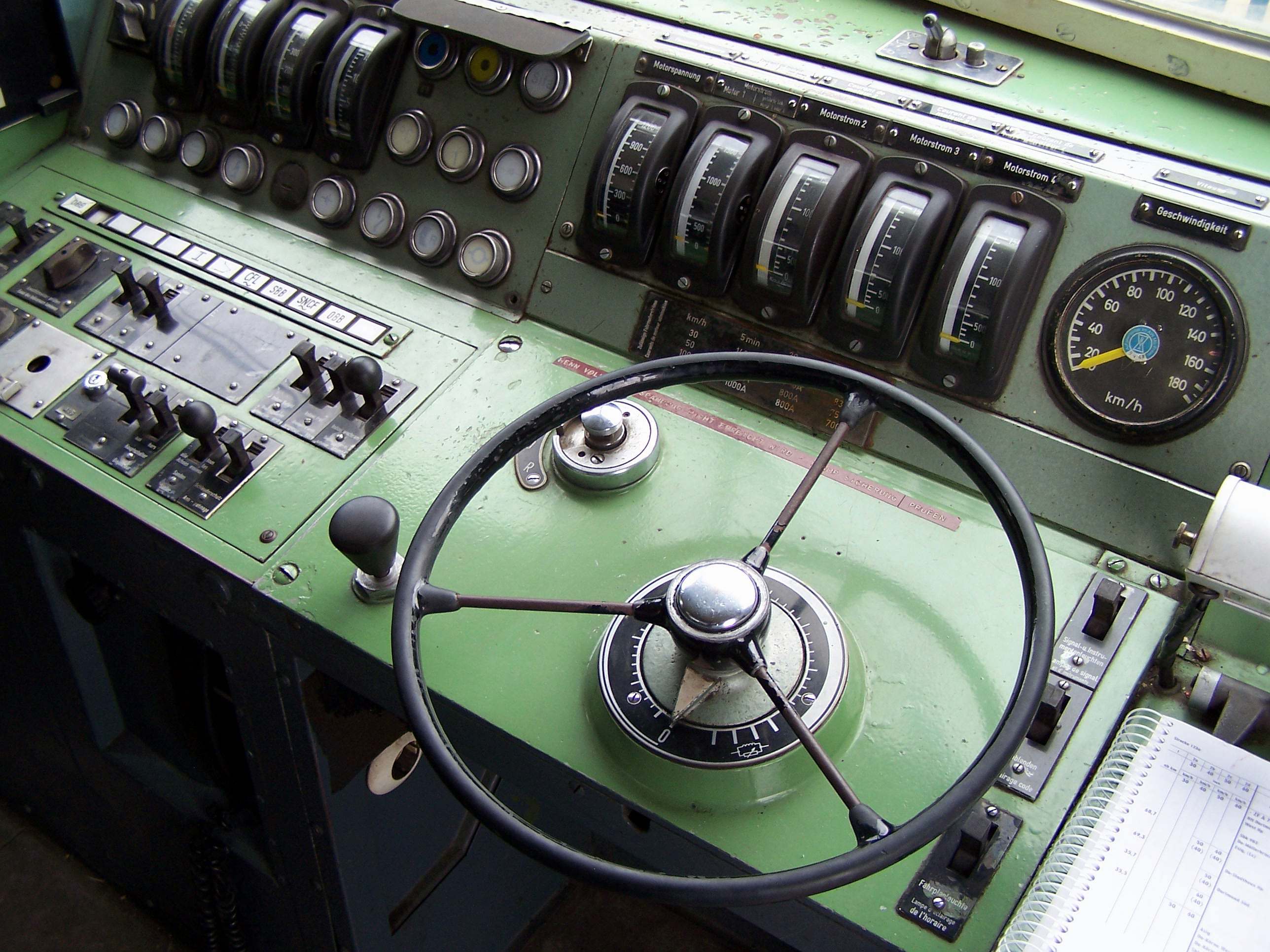
Fahrpult der 181 001

Die Achsfolge lautet Bo’Bo’, das heißt, die Lokomotiven haben zwei Drehgestelle mit insgesamt vier Fahrmotoren und vier einzeln angetriebenen Achsen. Die Kraft wird über Gummiring-Kardanantrieb übertragen. Bei der Vorserie wurde die Radsatzführung noch durch Gummirollfedern verwirklicht, in der Serie war es eine Lemniskatenanlenkung. Bei der Vorserie zeigte sich in der Erprobung, dass bei Geschwindigkeiten ab 120 km/h die Lokomotiven infolge von Vertikalschwingungen des Fahrzeugrahmens unruhig liefen. Deshalb wurden die Zapfen der Drehgestelle gekürzt und deren Anlenkung nach oben versetzt. Das steigerte allerdings die Neigung zum Schleudern beim Anfahren. Bei den Serienlokomotiven konnte Krupp auf Erfahrungen mit der DB-Baureihe 151 zurückgreifen, von der die Lemniskatenlenker übernommen wurden. Auch wurde der Achsabstand der Drehgestelle gekürzt. Das ergab zusammen verbesserte Laufeigenschaften.
Die Lokomotiven beziehen ihre Energie über zwei Stromabnehmer mit verschieden langen Schleifleisten für die unterschiedlichen Einsatzgebiete aus der 15 kV/16 2⁄3 Hz oder 25 kV/50 Hz führenden Fahrleitung. Über einen druckluftbetätigten Hauptschalter gelangt die Spannung in den Haupttransformator. Sekundärseitig werden die Fahrmotoren über Thyristoren mit stufenloser Phasenanschnittsteuerung geregelt, eine damals moderne Technik, wie auch die vergleichsweise leichten Mischstrommotoren. Mechanische Schaltwerke entfielen, und auch die Fahrzeugleittechnik arbeitet mit moderner Elektronik. Für einen guten Kraftschluss zwischen Schiene und Rad regeln die Stromrichter bei den jeweils voranlaufenden Radsätzen eines jeden Drehgestells stets eine etwas geringere Zugkraft ein. Kommt es dennoch zum Schleudern eines oder mehrerer Radsätze, so regelt die Antriebssteuerung die Zugkraft kurzzeitig zurück.
Die Lokomotiven sind mehrfachtraktions- und wendezugfähig, grenzüberschreitend jedoch nicht mit den vorhandenen Steuerwagen einsetzbar. Grund dafür ist die bei den Steuerwagen fehlende Technik für die anderen Strom- und Zugsicherungssysteme sowie die fehlende Möglichkeit der Fernsteuerung des Systemwechsels der Lokomotive. Auch die Kontaktbelegung des Wendezugsteuerkabels des Steuerwagens passt bei internationalen Einsätzen an zwei Polen nicht zu dem der Lokomotive. Rein innerdeutsch ist Wendezugverkehr mit konventioneller Wendezugsteuerung bei entsprechender technischer Einstellung der Maschine grundsätzlich möglich. Es gibt einzelne, seltene Bilddokumente der Baureihe im Wendezugbetrieb, plan- oder regelmäßige Einsätze sind jedoch nicht überliefert.
Unter Berücksichtigung der tiefer hängenden Oberleitung in Frankreich entschied man sich für einen Lokkasten mit niedriger Bauhöhe. Eine Besonderheit ist die asymmetrische Ausrüstung mit Fenstern und Lüftungsgittern. Eine Seite hat sieben Gitter, während auf der anderen statt der drei mittleren die gleiche Anzahl an Fenstern eingebaut wurde. Die knapp 17 Meter langen, 84 Tonnen schweren Lokomotiven erreichen bei Dauerleistungen von 3300 kW Geschwindigkeiten von bis zu 150 km/h bei den Prototypen und 160 km/h bei den Serienmaschinen.
Im Maschinenraum gab es statt der bisherigen zwei Seitengänge nur einen Z-förmigen Mittelgang.

## Farbvarianten
Die ersten Lokomotiven der Baureihe wurden in der zu jener Zeit noch üblichen, für Schnellzuglokomotiven gebräuchlichen stahlblauen Lackierung abgeliefert. Mit Auslieferung der 181 211 erschien das neue Farbschema in Ozeanblau-Elfenbein.
Mit der Umlackierung der 181 208 erhielt 1992 die erste Maschine der Serie den zu dieser Zeit bei der DB verwendeten orientroten Lack mit weißem „Lätzchen“ an der Stirnfront. Ab 1998 wurde bei den ersten Lokomotiven der verkehrsrote Lack üblich.
Nach Verkauf durch die DB im Mai 2020 erhielt die Lokomotive 181 215, die künftig für den privaten Betreiber Nordliner unterwegs ist, eine Lackierung in Purpurrot-Elfenbein. Diese lehnt sich vor dem Hintergrund der Einsatzgeschichte der Serie an die historische Farbgebung des Trans-Europ-Express an, die lange an den DB-Fahrzeugen im internationalen Reisezugdienst üblich war. Obwohl die Maschinen der Baureihe 181 auch regelmäßig in den grenzüberschreitenden Verkehr nach Frankreich und Luxemburg gelangten, hatte keine der insgesamt 29 Maschinen während der Einsatzzeit bei der DB diese Farbvariante.
Die weiteren noch fahrfähigen Maschinen im Eigentum der SEL erhielten zur letzten Hauptuntersuchung in der Werkstatt der BPS in Mukran wieder die Lackierungsvarianten ihrer Auslieferung zurück. Damit ist 181 204 seit 2020 wieder in Stahlblau unterwegs, während die 181 211 und 181 213 in Ozeanblau-Elfenbein lackiert wurden.

Farbgebungen der Baureihe 181 im Wandel der Zeit
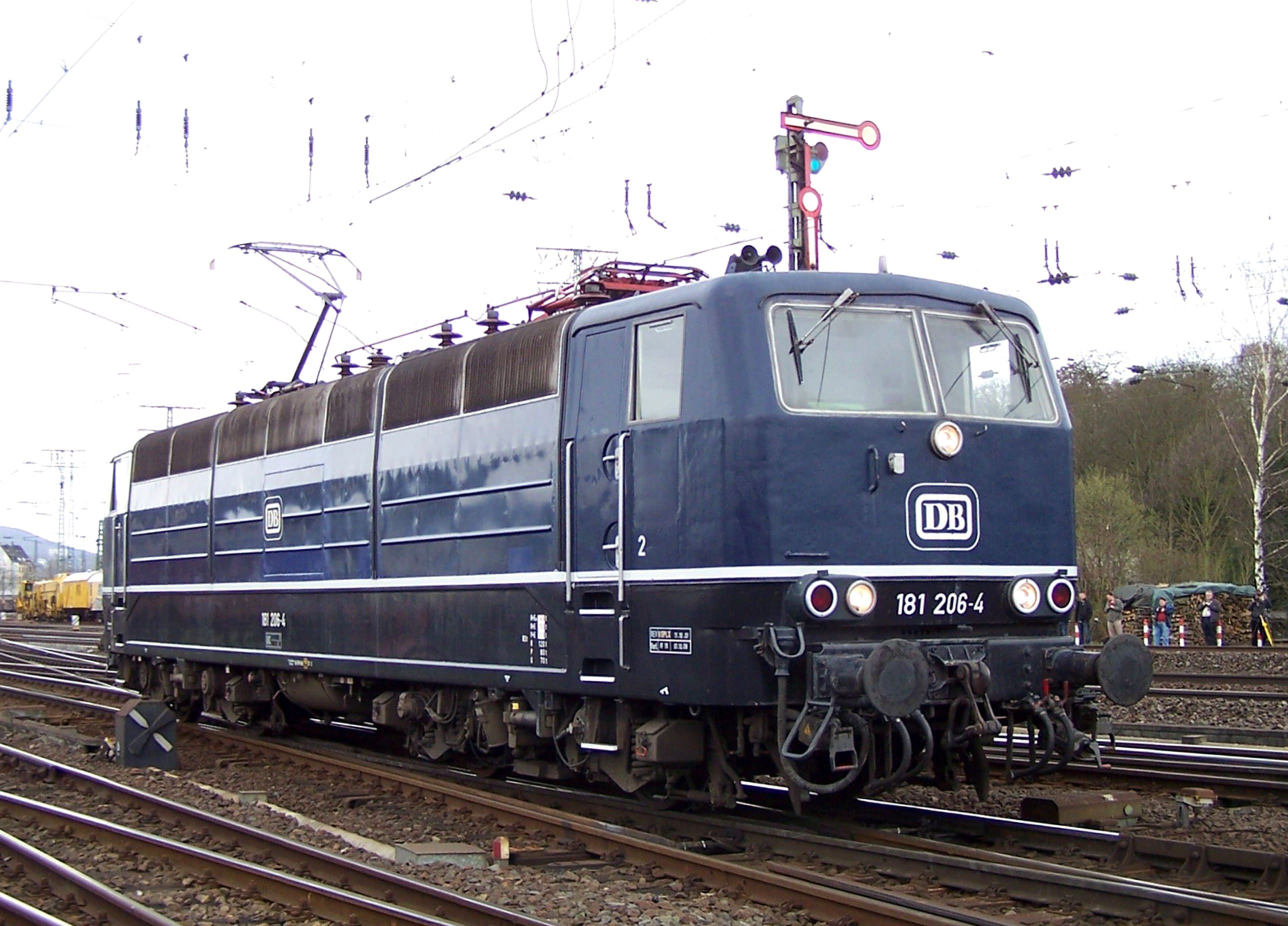
181 206 (stahlblau) während einer Fahrzeugparade des DB-Museums in Koblenz-Lützel (2010)
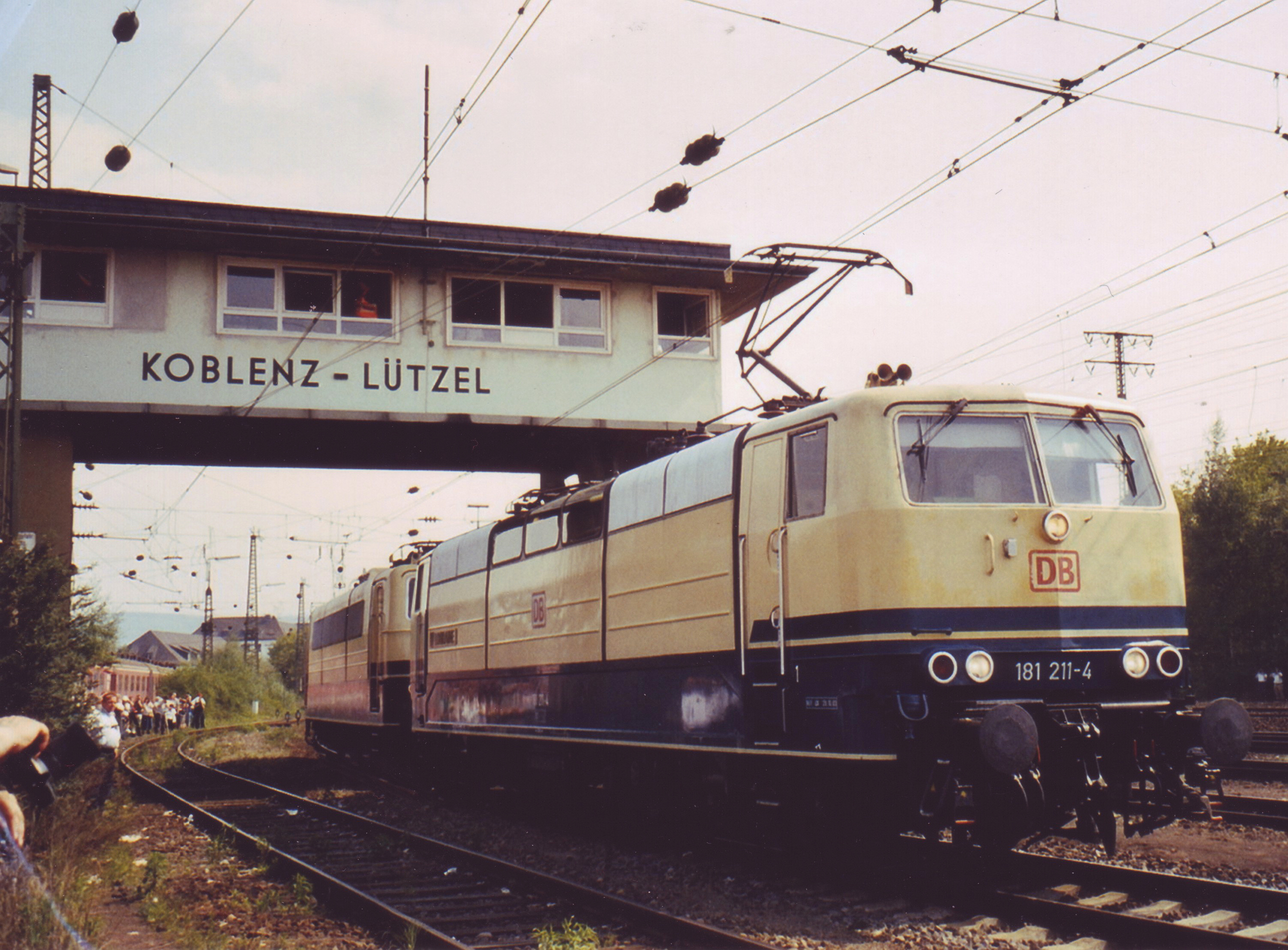
181 211 (ozeanblau-elfenbein) passiert das Brückenstellwerk Koblenz-Lützel (2006)
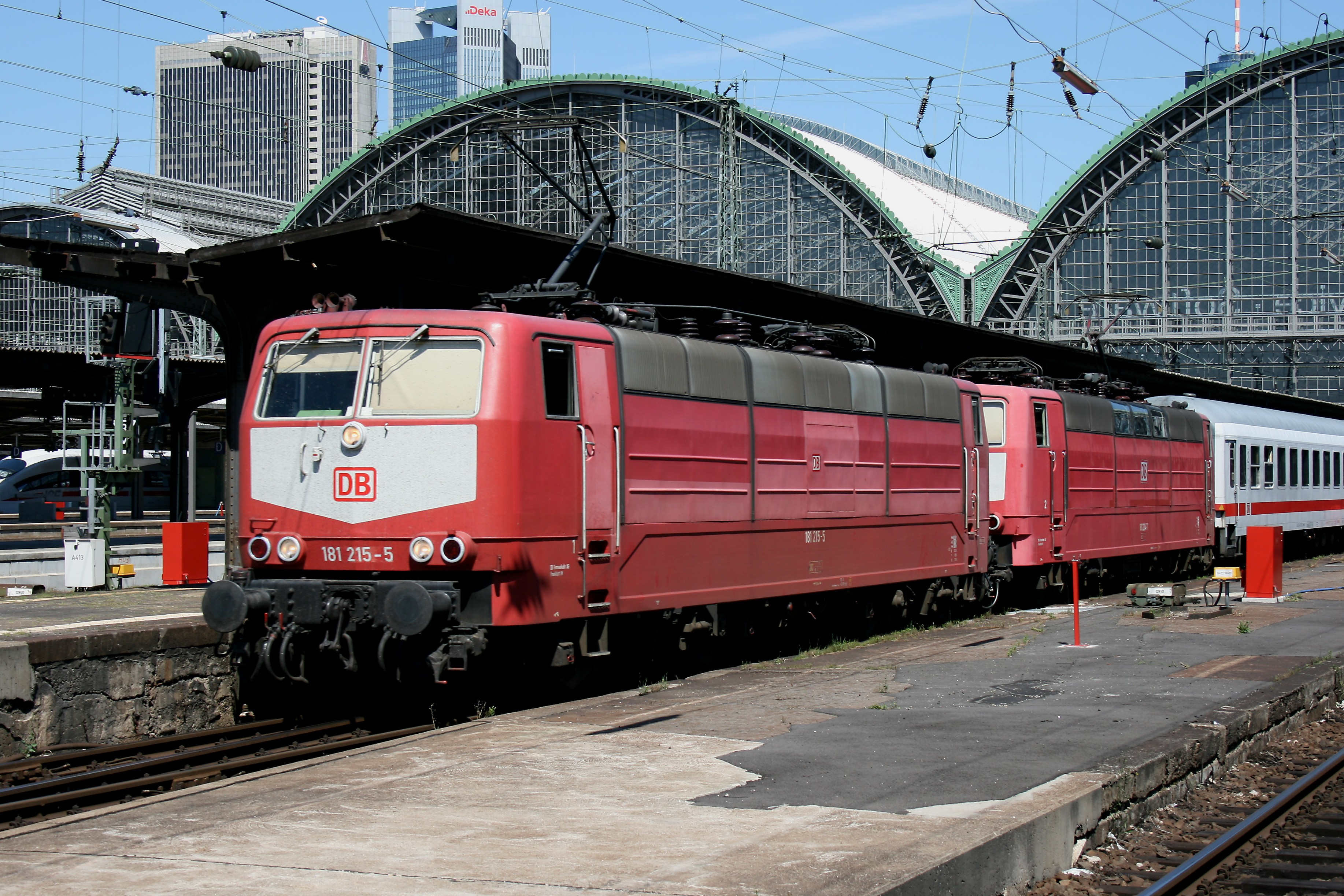
181 215 und 181 224 (orientrot mit weißem Lätzchen) in Frankfurt (Main) Hbf (2007)
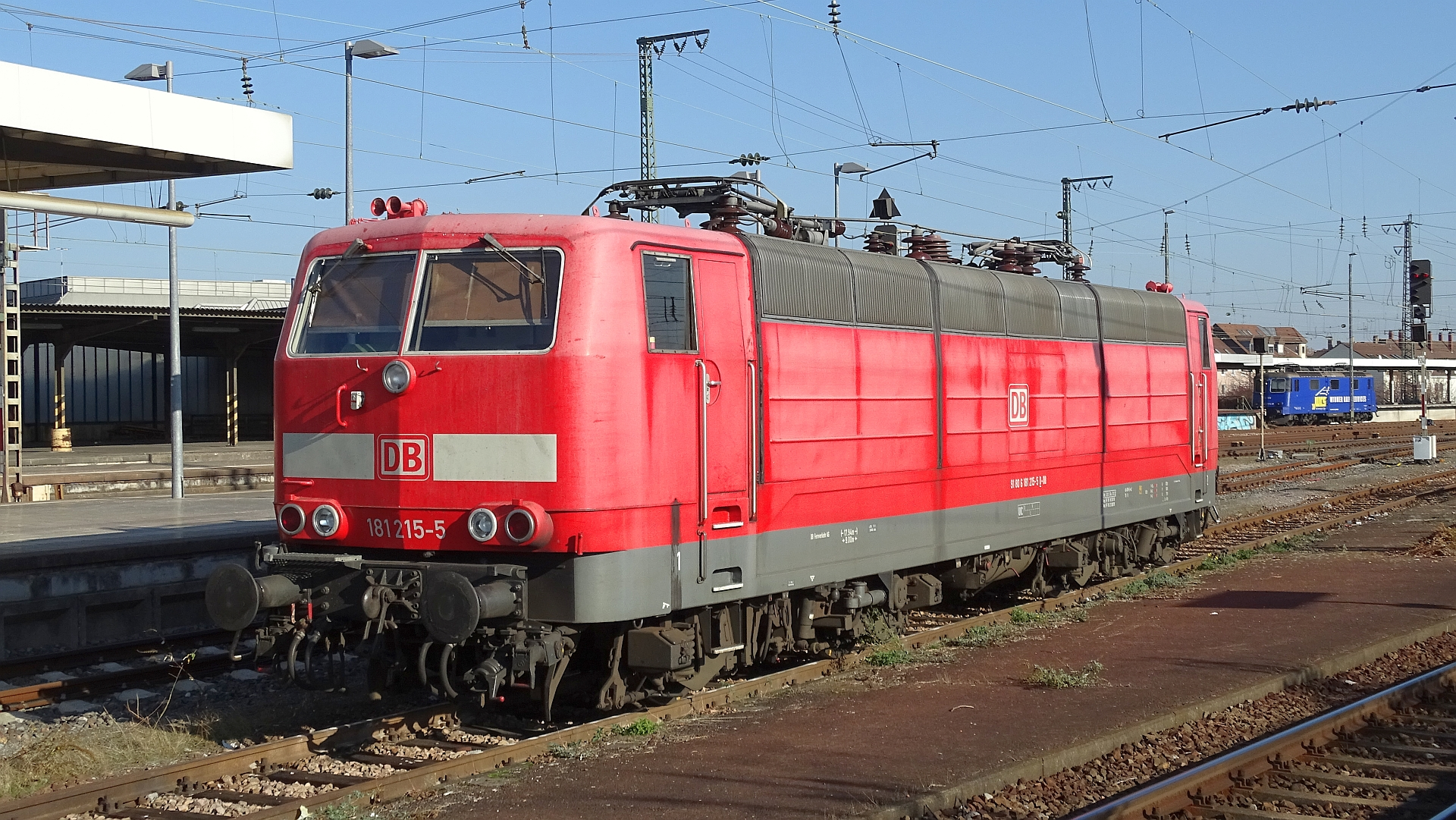
181 215 (verkehrsrot) abgestellt in Karlsruhe Hbf (2018)
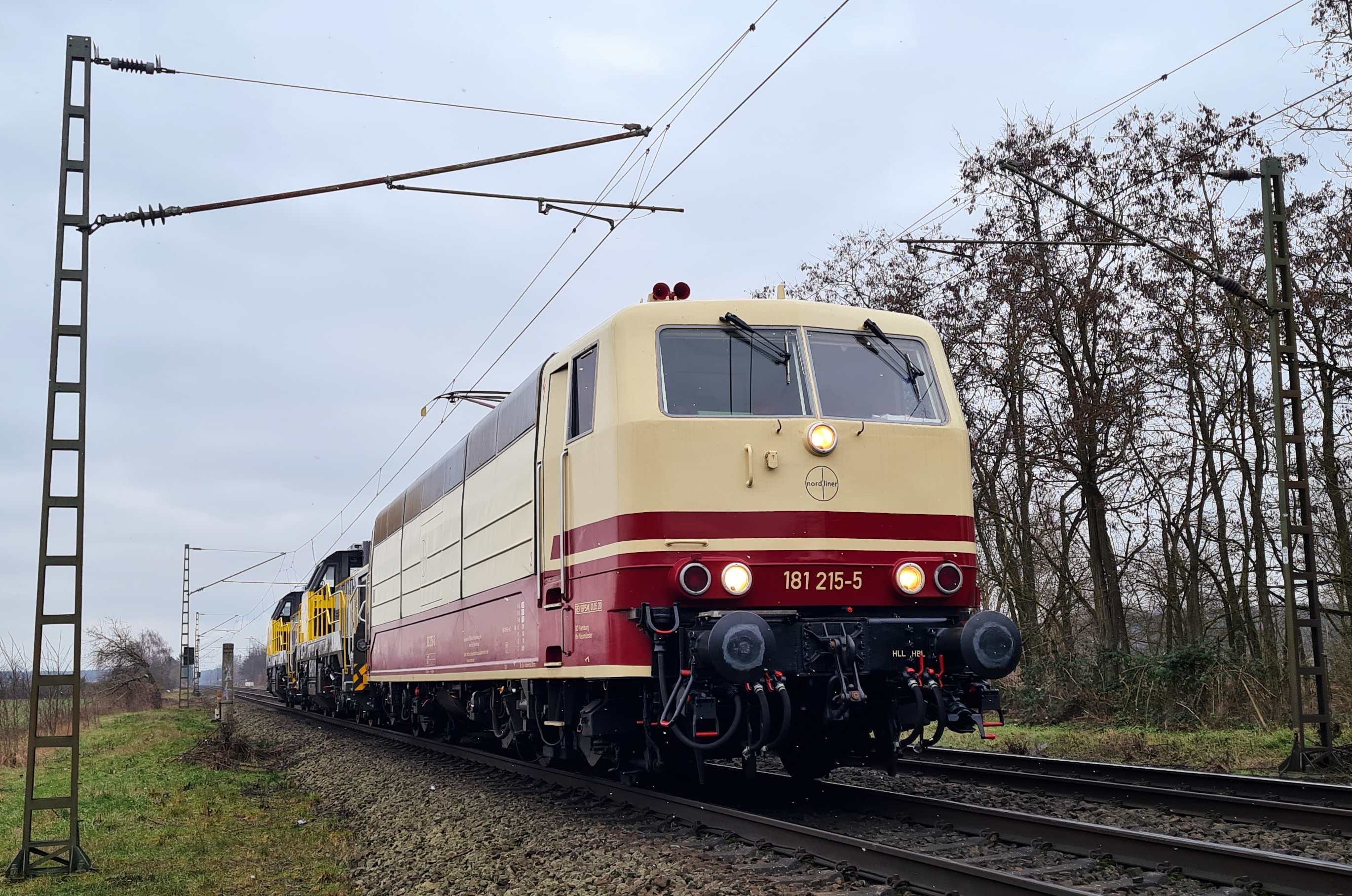
181 215 (purpurrot-elfenbein) wartet auf Einfahrt in den Bahnhof Babenhausen (Hessen) auf der Rhein-Main-Bahn (2021)

## Bestand
Verbleib und Bestand der Lokomotiven der Baureihe 181 (Stand: September 2023):
| Fahrzeugnummer (91 80 6xxx xxx-x) | Betreiber (NVR-Bez.) | letzte Lackierung (RAL-Eisenbahnfarben) | Verbleib | Anmerkung                                |
| --------------------------------- | -------------------- | --------------------------------------- | --- | ---------------------------------------- |
| Vorserie                          |                      |                                         | |                                          |
| 181 001-9                         | DB                   | stahlblau                               | nicht betriebsfähig, DB Museum Koblenz-Lützel                                                                         | urspr. E 310 001 / mit Widerstandsbremse |
| 181 002-7                         | DB                   | kobaltblau                              | zerlegt (xx.05.1988) AW Opladen nach Kollision mit 212 016 in Namborn (04.11.1987)                                    | urspr. E 310 002 / mit Widerstandsbremse |
| 181 103-3                         | DB                   | stahlblau                               | zerlegt (xx.xx.1985) AW Opladen                                                                                       | ursprünglich E 310 003 / mit Nutzbremse  |
| 181 104-1                         | DB                   | stahlblau                               | zerlegt (xx.08.1993) Fa. Bender, Opladen                                                                              | ursprünglich E 310 004 / mit Nutzbremse  |
| Serie                             |                      |                                         | |                                          |
| 181 201-5                         | DB                   | stahlblau                               | nicht betriebsfähig, DB Museum Koblenz-Lützel                                                                         | Museumslok                               |
| 181 202-3                         | DB                   | orientrot                               | zerlegt (11.01.2006) Fa. Storck, AW Dessau                                                                            |                                          |
| 181 203-1                         | DB                   | orientrot                               | zerlegt (15.02.2013) Fa. Steil, Eschweiler-Aue                                                                        |                                          |
| 181 204-9                         | SEL                  | stahlblau                               | betriebsfähig, Schlünß Eisenbahn Logistik                                                                             | getauft Rügen (04.06.2020)               |
| 181 205-6                         | SEL                  | stahlblau                               | betriebsfähig, Schlünß Eisenbahn Logistik                                                                             |                                          |
| 181 206-4                         | DB                   | stahlblau                               | nicht betriebsfähig, DGEG-Eisenbahnmuseum Neustadt/Weinstraße (01.06.2020)                                            | Museumslok                               |
| 181 207-2                         | DB                   | verkehrsrot                             | zerlegt (21.06.2017) Fa. Bender, Opladen                                                                              |                                          |
| 181 208-0                         | DB                   | verkehrsrot                             | zerlegt (xx.07.2013) Fa. K. Bonn, AW Dessau                                                                           |                                          |
| 181 209-8                         | DB                   | verkehrsrot                             | zerlegt (28.06.2017) Fa. Bender, Opladen                                                                              |                                          |
| 181 210-6                         | DB                   | verkehrsrot                             | zerlegt (22.06.2017) Fa. Bender, Opladen                                                                              |                                          |
| 181 211-4                         | SEL                  | ozeanblau-elfenbein                     | betriebsfähig, Schlünß Eisenbahn Logistik                                                                             | getauft Lorraine (21.10.1976)            |
| 181 212-2                         | DB                   | verkehrsrot                             | zerlegt (xx.xx.2014) Fa. Steil, Eschweiler-Aue                                                                        | getauft Luxembourg (21.10.1976)          |
| 181 213-0                         | SEL                  | ozeanblau-elfenbein                     | betriebsfähig, Schlünß Eisenbahn Logistik                                                                             | getauft Saar (21.10.1976)                |
| 181 214-8                         | DB                   | verkehrsrot                             | zerlegt (21.06.2017) Fa. Bender, Opladen                                                                              | getauft Mosel (xx.xx.1991)               |
| 181 215-5                         | SEL                  | purpurrot-elfenbein                     | betriebsfähig, Schlünß Eisenbahn Logistik                                                                             | getauft Holstein (02.10.2022)            |
| 181 216-3                         | DB                   | verkehrsrot                             | zerlegt (29.11.2007) Fa. Storck, AW Dessau                                                                            |                                          |
| 181 217-1                         | DB                   | ozeanblau-elfenbein                     | zerlegt (04.06.2003) Fa. Bender, Opladen                                                                              |                                          |
| 181 218-9                         | SEL                  | verkehrsrot                             | nicht betriebsfähig, Schlünß Eisenbahn Logistik, aus DB Stillstandsmanagement Engelsdorf zur Aufarbeitung nach Mukran |                                          |
| 181 219-7                         | DB                   | verkehrsrot                             | zerlegt (23.06.2017) Fa. Bender, Opladen                                                                              |                                          |
| 181 220-5                         | DB                   | verkehrsrot                             | zerlegt (24.06.2017) Fa. Bender, Opladen                                                                              |                                          |
| 181 221-3                         | DB                   | verkehrsrot                             | zerlegt (xx.02.2008) Fa. Storck, AW Dessau                                                                            |                                          |
| 181 222-1                         | DB                   | verkehrsrot                             | zerlegt (xx.xx.2014) Fa. Steil, Eschweiler-Aue                                                                        |                                          |
| 181 223-9                         | DB                   | verkehrsrot                             | zerlegt (22.06.2017) Fa. Bender, Opladen                                                                              |                                          |
| 181 224-7                         | DB                   | orientrot                               | zerlegt (13.02.2013) Fa. Steil, Eschweiler-Aue                                                                        |                                          |
| 181 225-4                         | DB                   | verkehrsrot                             | zerlegt (xx.xx.2014) Fa. Steil, Eschweiler-Aue                                                                        |                                          |